# Thomas Berthold
Thomas Berthold (Hanau, Hesse, 12 de noviembre de 1964) es un exfutbolista alemán, se desempeñaba como lateral derecho o central y actualmente ejerce de entrenador.

## Trayectoria

### Como jugador
| Club                | País     | Año       |
| ------------------- | -------- | --------- |
| Eintracht Frankfurt | Alemania | 1982-1987 |
| Hellas Verona       | Italia   | 1987-1989 |
| AS Roma             | Italia   | 1989-1991 |
| FC Bayern de Múnich | Alemania | 1991-1993 |
| VfB Stuttgart       | Alemania | 1993-2000 |
| Adanaspor           | Turquía  | 2001      |

## Palmarés
AS Roma
- Copa de Italia: 1991

VfB Stuttgart
- Copa de Alemania: 1997

Selección de fútbol de Alemania
- Mundial 1990